# Urocotyledon
Urocotyledon is een geslacht van hagedissen dat behoort tot de gekko's (Gekkota) en de familie Gekkonidae.

## Naam en indeling
De wetenschappelijke naam van de groep werd voor het eerst voorgesteld door Arnold Girard Kluge in 1983. Er zijn vijf soorten, inclusief de pas in 2006 beschreven soort Urocotyledon rasmusseni. Een aantal soorten werd eerder aan andere geslachten toegekend, namelijk Diplodactylus en Phyllodactylus.

## Verspreiding en habitat
De gekko's komen voor in delen van Afrika en leven in de landen Kameroen, Gabon, Congo-Brazzaville, Tanzania en de Seychellen. De habitat bestaat uit vochtige tropische en subtropische bossen, zowel in laaglanden als in bergstreken en droge tropische en subtropische bossen. Ook in door de mens aangepaste streken zoals plantages, landelijke tuinen en stedelijke gebieden kunnen de dieren worden aangetroffen.

## Beschermingsstatus
Door de internationale natuurbeschermingsorganisatie IUCN is aan drie soorten een beschermingsstatus toegewezen. Een soort wordt beschouwd als 'veilig' (Least Concern of LC), een soort als 'onzeker' (Data Deficient of DD) en de soort Urocotyledon weileri ten slotte staat te boek als 'bedreigd' (Endangered of EN).

## Soorten
Het geslacht omvat de volgende soorten, met de auteur en het verspreidingsgebied.
| Naam                       | Auteur                | Verspreidingsgebied                |
| -------------------------- | --------------------- | ---------------------------------- |
| Urocotyledon inexpectata   | Stejneger, 1893       | Seychellen                         |
| Urocotyledon palmata       | Mocquard, 1902        | Kameroen, Gabon, Congo-Brazzaville |
| Urocotyledon rasmusseni    | Bauer & Menegon, 2006 | Tanzania                           |
| Urocotyledon weileri       | Müller, 1909          | Kameroen                           |
| Urocotyledon wolterstorffi | Tornier, 1900         | Tanzania                           |